# Будячки
Будячки (укр. Будячки) — село, относится к Раздельнянскому району Одесской области Украины.
Население по переписи 2001 года составляло 25 человек. Почтовый индекс — 67472. Телефонный код — 4853. Занимает площадь 0,174 км². Код КОАТУУ — 5123980702.

## Местный совет
67472, Одесская обл., Раздельнянский р-н, с. Виноградарь